# Porțelan de Imari
Porțelanul de Imari sau porțelanul Imari-Arita (japoneză 伊万里焼, Imari-yaki, adesea: 有田焼, Arita-yaki) este porțelanul japonez din regiunea Arita, prefectura Saga.

## Galerie

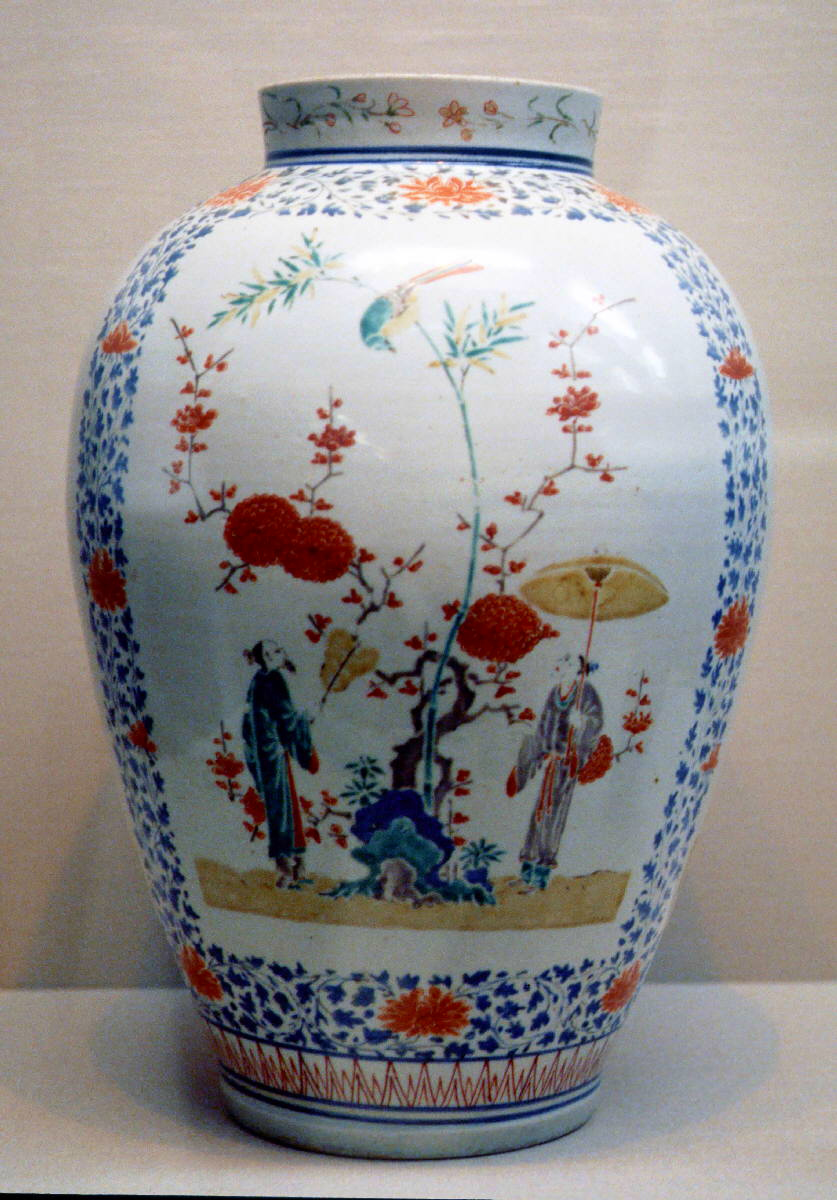
Vas Kakiemon
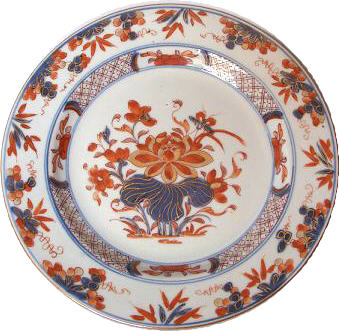
Imari din China (mijlocul secolului al XVIII-lea)
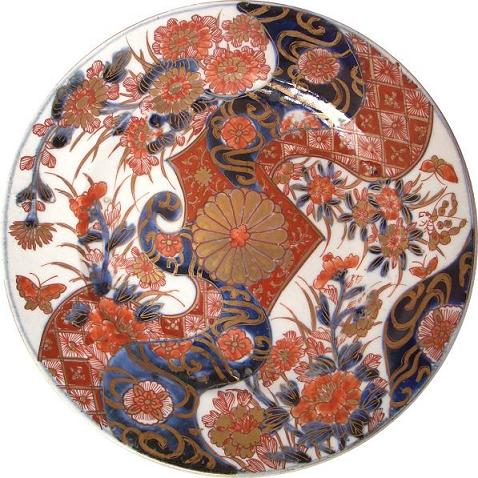
Arita, Japonia (secolul al XViii-lea)
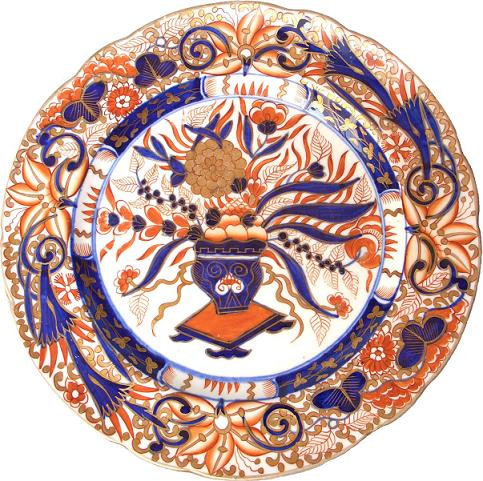
Imari englez, Crown Derby (secolul al XIX-lea)

## Literatur
- Peter Pantzer: Imari-Porzellan am Hofe der Kaiserin Maria Theresia. Hetjens-Museum-Deutsches Keramikmuseum, Düsseldorf 2000, ISBN 3-9804529-2-1.
- . ISBN 2-7072-0482-X. Parametru necunoscut |Titel= ignorat (posibil, |title=?) (ajutor); Parametru necunoscut |Verlag= ignorat (posibil, |publisher=?) (ajutor); Parametru necunoscut |Autor= ignorat (posibil, |autor=?) (ajutor); Parametru necunoscut |Jahr= ignorat (posibil, |year=?) (ajutor); Parametru necunoscut |Ort= ignorat (posibil, |location=?) (ajutor); Lipsește sau este vid: |title= (ajutor)
- . ISBN 2-7072-0541-9. Parametru necunoscut |Titel= ignorat (posibil, |title=?) (ajutor); Parametru necunoscut |Verlag= ignorat (posibil, |publisher=?) (ajutor); Parametru necunoscut |Autor= ignorat (posibil, |autor=?) (ajutor); Parametru necunoscut |Jahr= ignorat (posibil, |year=?) (ajutor); Parametru necunoscut |Ort= ignorat (posibil, |location=?) (ajutor); Lipsește sau este vid: |title= (ajutor)

## Weblinks
- Imariyaki. Japanese Architecture and Art Net Users System. Actualizat la 2013-03-28. (engleză)